# ¡Putin juyló!

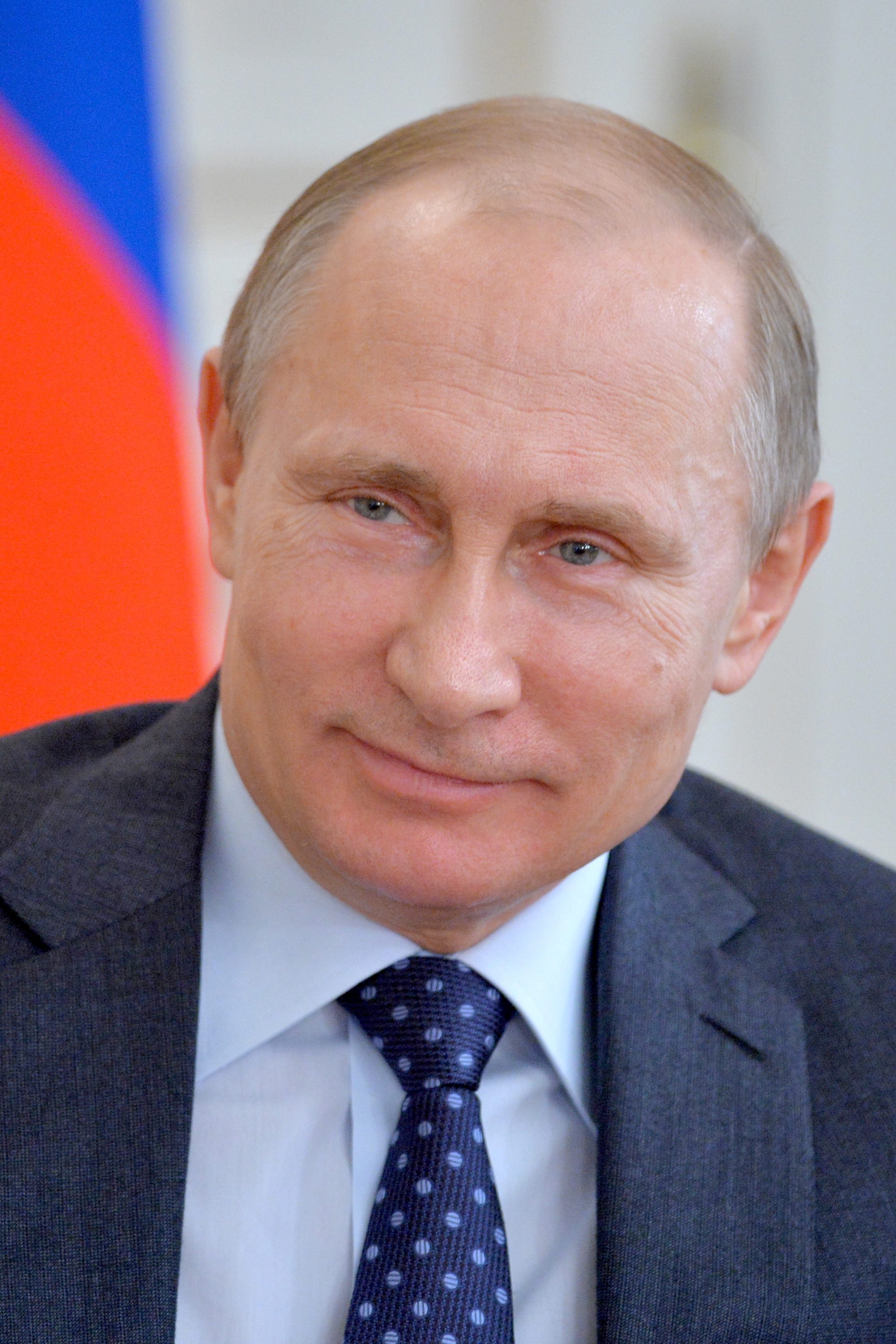
Vladímir Putin en 2015

¡Putin es un imbécil!, ¡Putin no sirve!, ¡Putin es un cobarde!, ¡Putin es un soplapote!, ¡Putin es un canalla!  o ¡Putin es un inútil!, en ucraniano "¡Putin juyló!" (en ucraniano: Путін - хуйло, en ruso: Путин - хуйло) es un cántico en idioma ruso y ucraniano que se burla del presidente ruso Vladímir Putin. Surgiendo de un cántico de fútbol inicialmente cantado por ultras del F.C. Metalist Járkov en marzo de 2014, se convirtió en un éxito a nivel nacional en Ucrania durante los acontecimientos en el país de ese año: Euromaidán, anexión de Crimea a Rusia y guerra de Dombás y recibió significativa cobertura mediática por los medios occidentales.
Las palabras son idénticas en ruso y en ucraniano y el cántico ha llegado a ser extensamente popular en ciudades que se habla
ucraniano del oeste del país y en ciudades principalmente que se habla ruso del sur y este de Ucrania, así como en Kiev, la capital de la nación.

## Lenguaje y significado
El término obsceno (Mat) ruso y ucraniano хуйло́ se puede transliterar en español como "juyló". Su núcleo es хуй ('juy'), literalmente "carajo" o "pene" en ruso y en ucraniano. En combinación con “-lo” se puede traducirla como "imbécil", "soplapote", "cobarde", "canalla", "capullo", "inútil", "pendejo" o "gilipollas". Las palabras son idénticas en ruso, en ucraniano y en bielorruso. Esta palabra obscena se usa y se refiere, generalmente, a una persona en que no se puede confiar, que es una persona sumamente fría y calculadora, que sabe que miente descaradamente y compulsivamente y que cree en sus propias palabras como él solo.
En eslavo occidental, la palabra no existe, excepto en polaco, eslovaco y algunos dialectos del checo que tienen chuj. En polaco, se transcribe "хуйло" como "chujło".  
La expresión, para poder eludir a la censura, puede abreviarse como "птн х̆ло" (ptn kh̆lo). La letra х̆ es una superposición de las letras cirílicas х, у, y  й, una broma muy conocida sobre "una nueva letra rusa". Otra abreviatura que contiene un significado similarmente sugerente es "ПТН ПНХ" (PTN PNJ), que significa "Путин,пошёл на хуй" (Putin, poshol na juy), que es similar a "Putin, vete al carajo".
En mayo de 2014, muchos medios de prensa reportó que la profanidad rusa: "juyló" fue añadida al Urban Dictionary como sinónimo para Vladímir Putin.

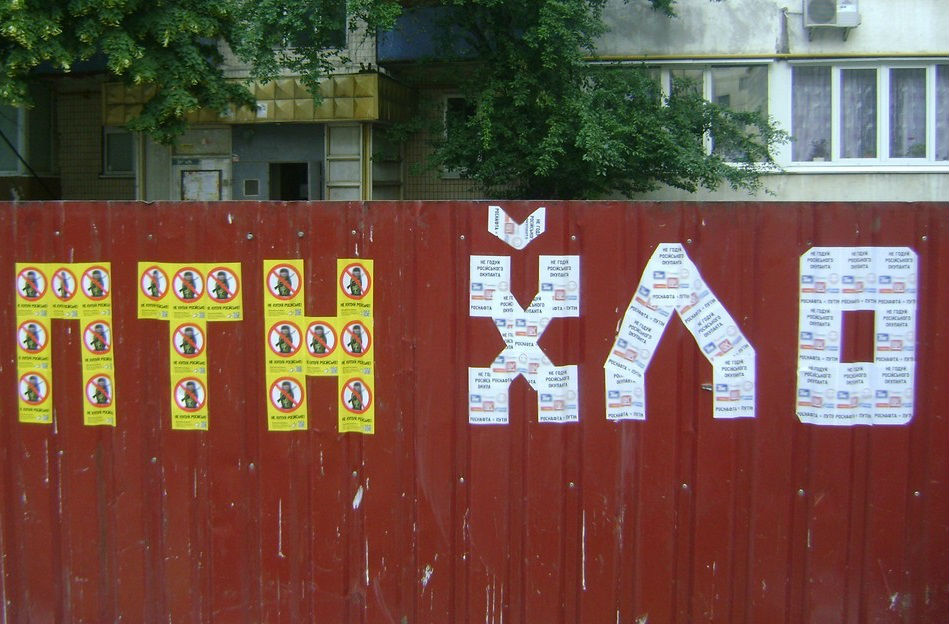
"ПТН X̆ЛО" hecho de pegatinas que tienen la frase "¡No compres mercancías rusas!"

La frase se abrevia como  ПТН X̆ЛО (PTN J̆LO). (La letra "X̆" es una superposición de las letras cirílicas X, У, Й, una broma conocida de una “nueva letra rusa”.)

## Historia
El cántico tiene sus orígenes en "Surkis Juyló!", un cántico de fútbol que iniciaron los ultras del F.C. Metalist Járkov en algún momento de 2010, durante el apogeo de una disputa entre dos oligarcas ucranianos, Oleksandr Yaroslavsky, el entonces dueño de Metalist, y Hryhoriy Surkis, el entonces presidente de la Federación de Fútbol de Ucrania. Los fanáticos de Járkov, que tomaron el partido del presidente de su club, coreaban “Surkis Juyló!” para expresar su desagrado por el presidente de la Federación de Fútbol de forma grosera y chabacana. 
A partir de marzo de 2014, fanáticos del fútbol comenzaron a corear “Putin juyló!” en Járkov, una importante ciudad en el este de Ucrania que en aquel momento estaba en estado de agitación y era centro de las protestas prorrusas en Ucrania de 2014. Pronto el cántico sobre Putin ganó mucho más amplia popularidad, difundiéndose entre otros clubes, como los ultras de clubes rivales como el Shakhtar Donetsk de Donetsk y el Dynamo Kiev de Kiev (ambos grupos son de extrema derecha), que lo cantaron juntos. Durante la anexión de Crimea y la guerra del Dombás, los ultras de varios clubes ucranianos dejaron a un lado sus rivalidades y corearon el canto en marchas callejeras colectivas. El cántico siguió ganando popularidad y se convirtió en “un meme cultural en todo el país” según The Guardian.
El periodista musical Artemy Troitski piensa que la melodía del cántico proviene de la canción Speedy Gonzales, un éxito para el cantante americano Pat Boone en 1962.

## En la música rock de la corriente principal
Varias bandas de rock ucranianas de la corriente principal incluyeron o adaptaron el cántico en su música. Un remix metal, lanzado el 21 de abril de 2014 por AstrogentA, añadió instrumentación y reelaboró el video del cántico de protesta de 30 marzo para representar su propagación entre clubes de fútbol ucranianos. La banda ucraniana Teleri recibió atención internacional después del estreno de 6 de mayo de 2014 de una canción y un video titulados "Putin Hello!" La canción usa un doble sentido, sustituyendo la palabra objetable "juyló" con la palabra inglesa "hello". Aludiendo al cántico de “Putin juyló!”, el video presenta a miembros de la banda llevando colores de clubes de fútbol ucranianos y dándose de ultras marchando y coreando “Putin hello!” como el estribillo de la canción. Los miembros de la banda afirmaron con ironía que la vinculación de su canción con un cántico anti-Putin ofensivo fue un malentendido e insistieron en que la única gente que encontraba el cántico objetable era rusos no familiarizados con inglés.
Hromadske.TV transmitió un rendimiento en directo de la canción de Lemochiki Project el 19 de mayo de 2014. La banda de rock Druha Rika ejecutó la canción en su concierto el 13 de junio de 2014. Otra adaptación rock hizo la banda Mad Heads. El Kyiv Post reseñó nueve versiones en video de la canción y dos otras canciones relacionadas.

## Referencias por políticos ucranianos notables

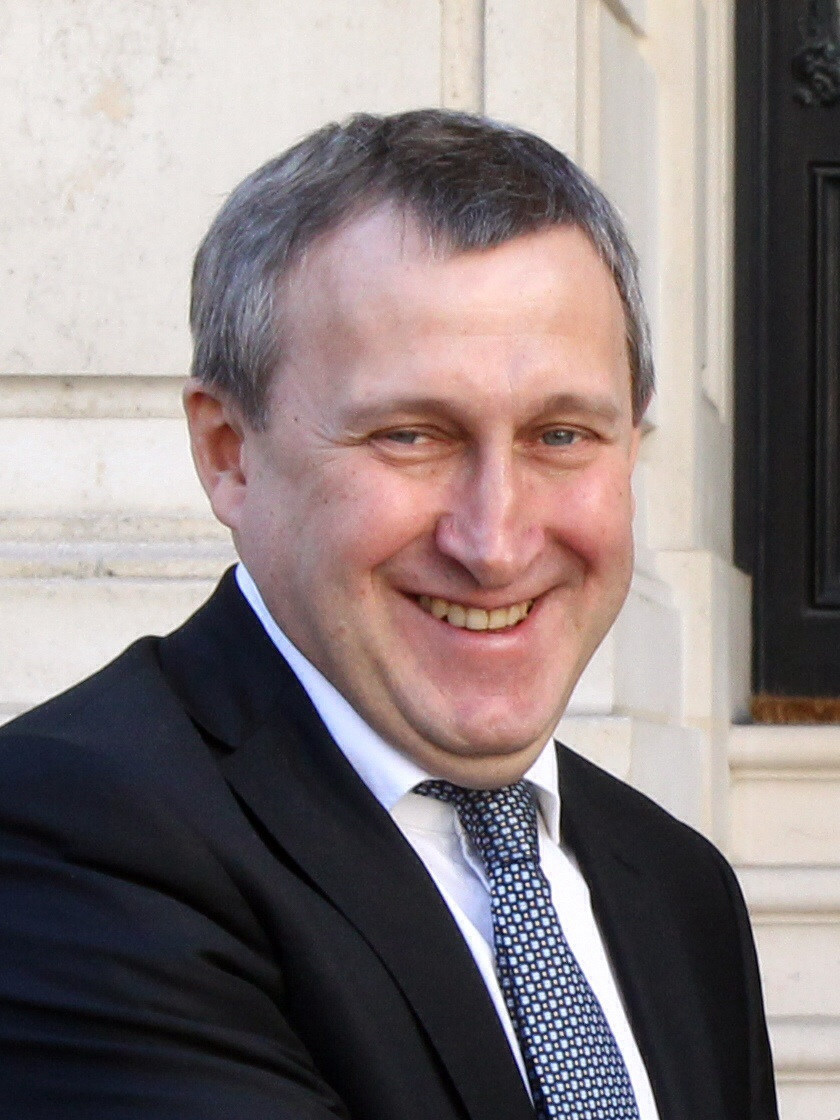
Andrii Deshchytsia

## Galería

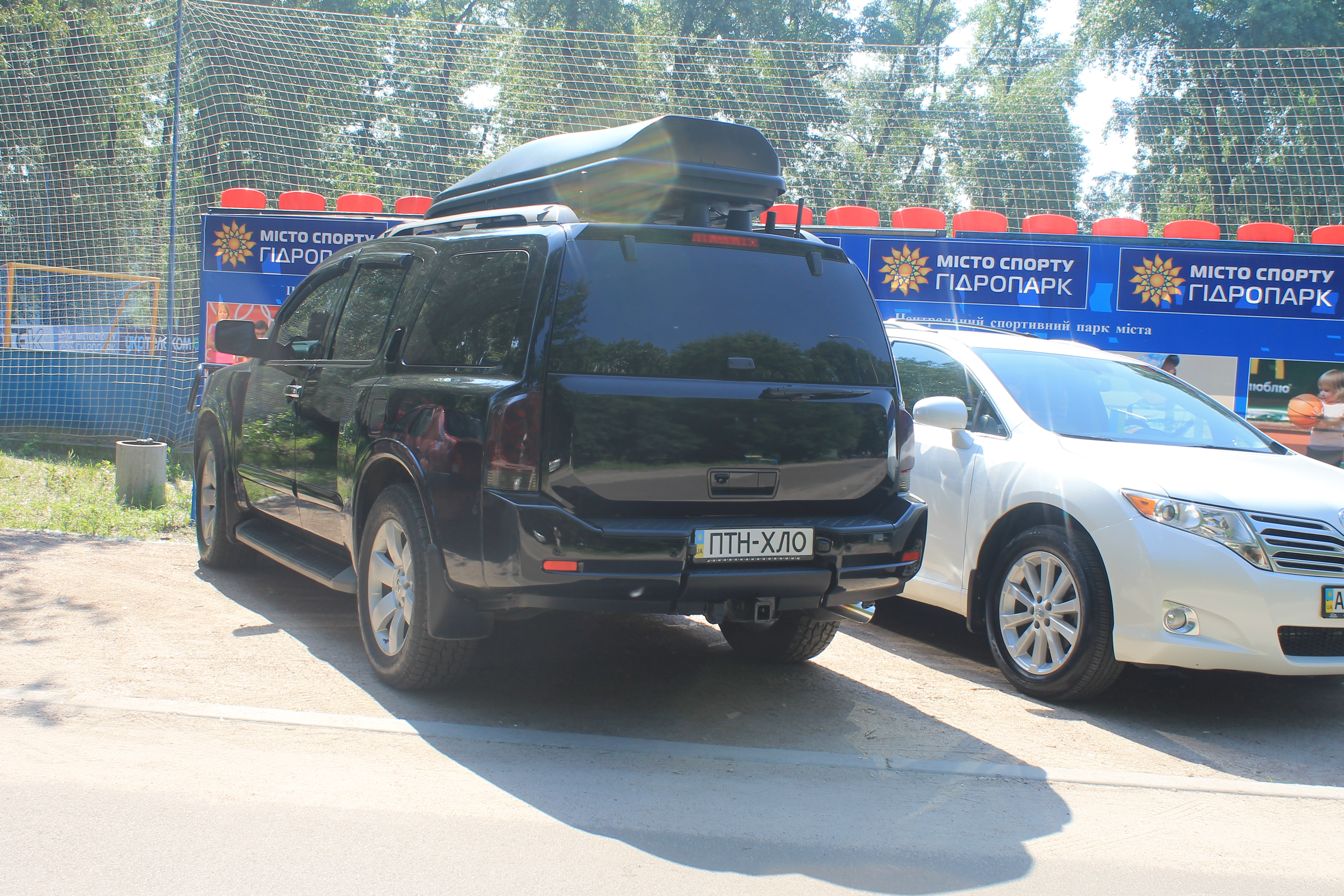
Matrícula “ПТН ХЛО”, abreviatura de la frase.
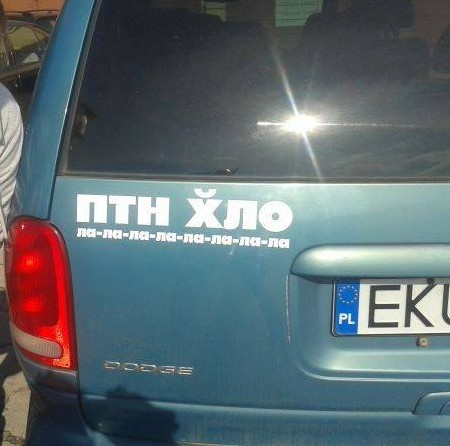
Pegatina de auto en 2014.
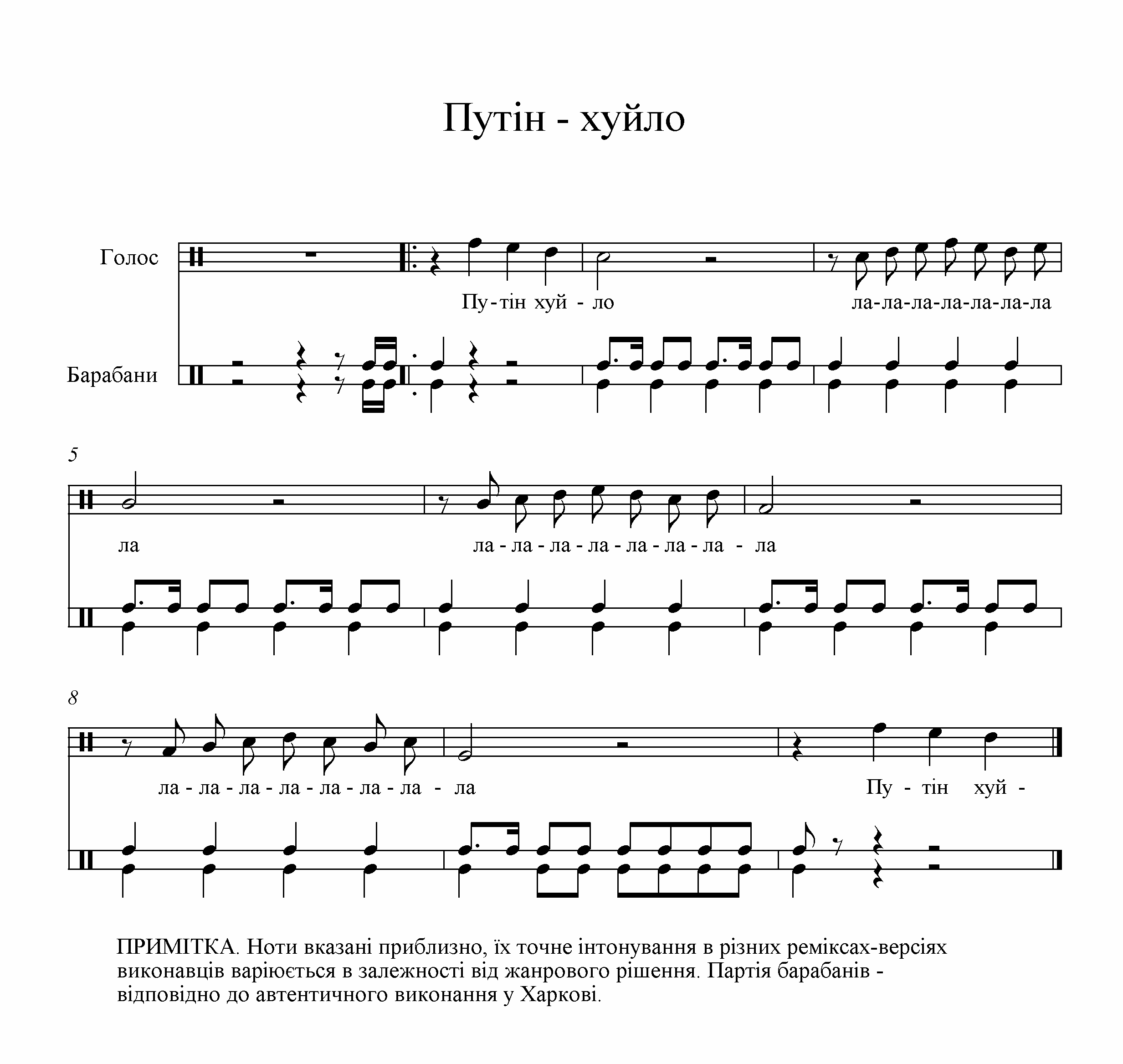
Notación musical para la canción.
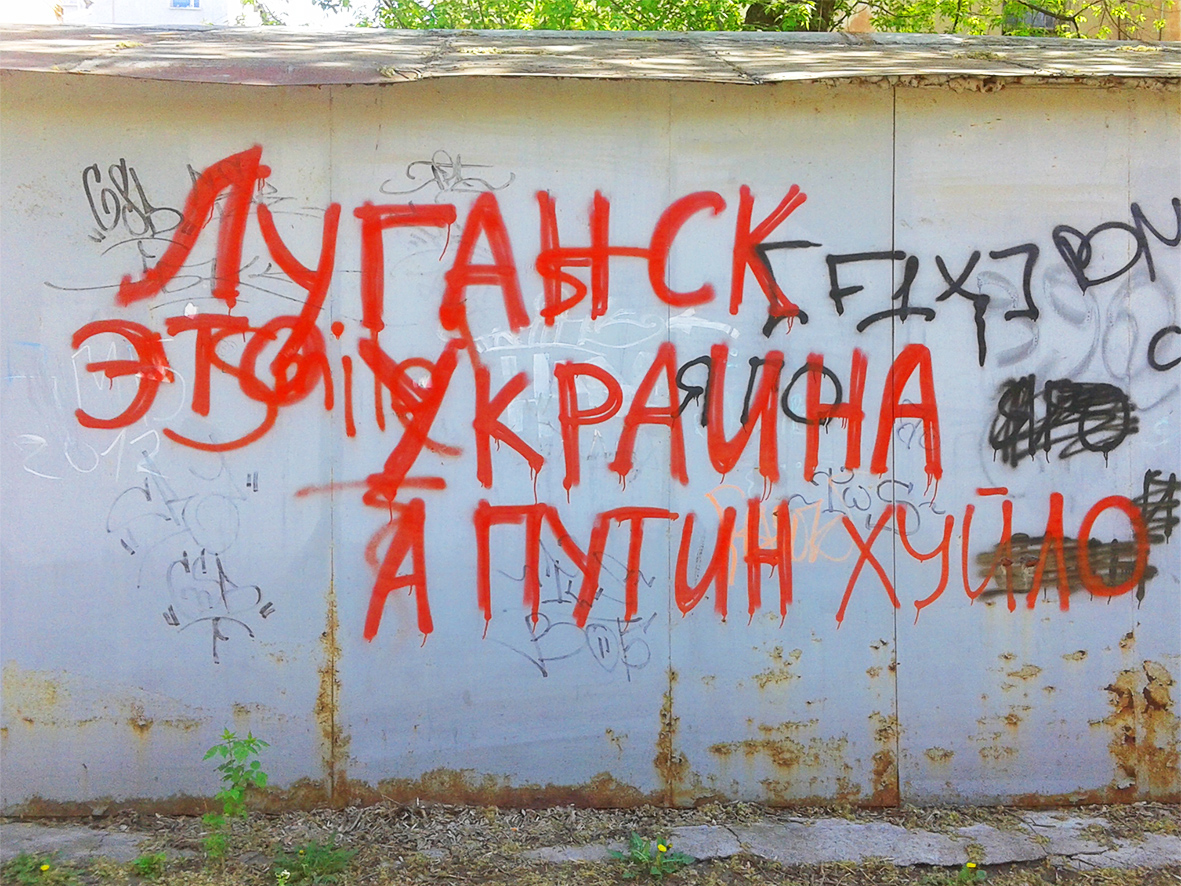
Grafiti en un garaje en Lugansk: Lugansk es Ucrania ¡Putin imbécil!